# IS-DOS
iS-DOS é um sistema operacional de disco para clones russos do ZX Spectrum. O iS-DOS foi desenvolvido a partir de 1990 pela Iskra Soft Ltd (Leningrado, URSS). É capaz de lidar com disquetes (duas faces, com densidade dupla), HDs e CD-ROM. O tamanho máximo duma partição do iS-DOS num disco rígido é de 16 MiB.
Diferentemente do TR-DOS, o iS-DOS é um DOS baseado em RAM, o que reduz o montante de memória para programas do usuário.

## Versões
- iS-DOS Chic: é uma versão desenvolvida para o Nemo KAY. Disponibiliza mais memória para programas do usuário.

- TASiS: é uma versão moderna desenvolvida pela NedoPC para o ATM Turbo 2+ em 2006. Dá suporte a modos de texto e memória alta nesta máquina. É baseado no iS-DOS Chic.

## Distribuidores
- Slot Ltd (Moscou): distribuiu o iS-DOS em Moscou e vizinhanças na década de 1990 e lançou vários livros.
- Nemo (São Petersburgo): distribuiu o iS-DOS na ex-URSS até 2004, e lançou a newsletter Open Letters.
- iS-DOS Support Team (Oblast de Saratov): distribui o iS-DOS na ex-URSS e lançou a newsletter iS-Files.
- NedoPC distribui o TASiS como freeware.

## Livros
- Картавцев И.Ю, Самыловский С.В., Криштопа С.В. "iS-DOS. Руководство пользователя". IskraSoft, Slot, С-Пб, Москва, 1993, 128 стр.
- Криштопа С.В. "Операционная система IS-DOS для ZX-SPECTRUM. Руководство программиста". "IskraSoft" С-Пб, "Slot" Москва, 1994, 84 стр.